# Hendrik Fredrik Dreyer
Hendrik Fredrik Dreyer (även Hendrik Fredriksen Dreyer) var kapten och ryttmästare i ett friskyttekompani under skånska kriget 1676-1679. Kompaniet kallades Dreyers kompani. Kompaniet opererade i trakterna kring Malmö. Troligen steglades han.